# André Brulé
André Brulé (Billancelles, Centre, 4 de febrer de 1922 - Clamart, Alts del Sena, 4 de febrer de 2015) fou un ciclista francès, que va ser professional entre 1943 i 1961. En el seu palmarès destaca la victòria a la Volta al Marroc l'any 1949.

## Palmarès
- 1941
  - 1r a la París-Rouen
- 1941
  - 1r al GP Pneumatique
- 1949
  - 1r a la Volta al Marroc i vencedor d'una etapa
  - Vencedor d'una etapa a la Volta a Luxemburg
  - Vencedor d'una etapa a la Volta a Suïssa
- 1950
  - Vencedor d'una etapa a la Volta al Marroc

### Resultats al Tour de França
- 1948. 12è de la classificació general
- 1949. 23è de la classificació general
- 1950. 14è de la classificació general

### Resultats al Giro d'Itàlia
- 1950. 33è de la classificació general